# Хазар
Хазар (туркм. Hazar) — місто в Балканському велаяті Туркменістану.
Селище Челекен утворилося при нафтопромислах, що виникли на цьому місці наприкінці XVII століття. Має статус міста з 1956 р.. У радянський час місто називалося Челекен (туркм. Cheleken).

## Географія
Місто розташоване за 110 км на південний схід від адміністративного центра провінції Балканабад (дорогою 127 км), на березі Каспійського моря, на півострові Челекен, що до 30-х років XX століття було островом.
Морський порт «Аладжа» розташований за 6 км на південний схід від центра міста, на узбережжі затоки Південний Челекен, використовується винятково як нафтовий термінал. Другий морський порт знаходиться за 2 кілометри від центра міста на північний захід.
Залізничного сполучення з іншими містами не має.

## Населення
| рік                       | 1990 | 2009 |
| населення, тис. мешканців | 14   | 28,1 |

## Економіка
Видобуток нафти і природного газу. Хімічний завод: виробництво йоду, брому, йодистого калію, йодоформу; завод технічного вуглецю